# FK Čukarički
FK Čukarički (Servisch: ФК Чукарички) is een Servische voetbalclub uit de hoofdstad Belgrado. De club speelde acht seizoenen in de hoogste klasse van Servië & Montenegro. In 2011 degradeerde de club uit de hoogste klasse, maar in 2013 wist Čukarički weer te promoveren naar de Meridian Superliga.

## Erelijst
Beker van Servië
Winnaar in 2015

## In Europa
FK Čukarički speelt sinds 1996 in diverse Europese competities. Hieronder staan de competities en in welke seizoenen de club deelnam:
- Europa League (5x)

2014/15, 2015/16, 2016/17, 2019/20, 2023/24
- Europa Conference League (3x)

2021/22, 2022/23, 2023/24
- Intertoto Cup (2x)

1996, 1997

## Rangschikkingen
Prva Liga
- 1996/97 - 6de (12)
- 1997/98 - 11de (12)
- 1999/00 - 6de (21)
- 2000/01 - 10e (18)
- 2001/02 - 14de (18)
- 2002/03 - 14de (18)
- 2003/04 - 14de (18)
- 2004/05 - 14de (18)
- 2005/06 - 3e (20)
- 2006/07 - 2e (20)

Meridian Superliga
- 2007/08 - 6e (12)
- 2008/09 - 9e (12)
- 2009/10 - 13e (16)
- 2010/11 - 16e (16)

Prva Liga
- 2011/12 - 13e (18)
- 2012/13 - 2e (18)

Meridian Superliga
- 2013/14 - 5e (16)
- 2014/15 - 3e (16)

## Bekende (oud-)spelers
- Kristijan Belić

Čukarički · 
FK IMT ·
Jedinstvo ·
Mladost Lučani · 
Napredak · 
Novi Pazar ·
OFK Beograd ·
Partizan · 
Radnički 1923 ·
Radnički Niš · 
Rode Ster · 
Spartak · 
Tekstilac ·
TSC · 
Vojvodina · 
Železničar